# 矢嶋組
矢嶋組（やじまぐみ）は、愛媛県今治市に本部を置く暴力団で、指定暴力団山口組の二次団体。

## 歴史

### 初代矢嶋組
1955年、明石の博徒・矢嶋清の息子・矢嶋長次と森川組初代組長・森川鹿次の娘（春子の連れ子）・栄子が結婚した。矢嶋長次は、森川鹿次の家の向かいに、新居を構えた。矢嶋長次は、矢嶋組を結成した。

### 二代目矢嶋組
1989年、矢嶋長次は、隠退した。同年9月、渡辺芳則は、二代目矢嶋組・山田忠利組長を五代目山口組直参にした。その後、六代目山口組直参。

## 歴代組長
- 初代 - 矢嶋長次（三代目山口組若中、四代目山口組舎弟）
- 二代目 - 山田忠利（五代目山口組若中、六代目山口組若中）
- 三代目→総裁 - 中山和廣（1949年〈昭和24年〉1月9日生[2]（76歳）、六代目山口組若中）
- 四代目 - 武智浩三

## 関連書籍
- 正延哲士『瀬戸内遊侠伝 博徒・森川鹿次の生涯』洋泉社、2000年5月、ISBN 4-89691-458-9
- 正延哲士・天龍寺弦・木村栄志『実録残侠博徒ヤクザ伝 森川鹿次 義侠二代編』竹書房、2006年06月、ISBN 4-8124-6347-5
- 正延哲士・天龍寺弦・木村栄志『実録残侠博徒ヤクザ伝 山口組直参森川組二代目矢嶋長次 博徒の本流編』竹書房、2006年10月、ISBN 4-8124-6369-6

## 関連映像作品
- 『実録 鯨道8 瀬戸内戦争「道後白昼市街戦」矢嶋長次』（2001年、プレイビル・ドーダサービス）